# Latina Calcio a 5 2016-2017
Questa pagina raccoglie i dati riguardanti il Latina Calcio a 5, squadra di calcio a 5 militante in serie A, nelle competizioni ufficiali del 2016-2017.

## Trasferimenti

### Sessione estiva
| Jacobo Amoedo   | Bembrive |
| Hugo Bernárdez  | Levante  |
| Maicol Montagna | Orte     |
| Pica Pau        | Lajeado  |

| Yuri Bacoli     | Policoro          |
| Matteo Barbazza | svincolato        |
| Borja Blanco    | Segovia           |
| Aldo Franza     | Real San Giuseppe |
| Caio Junior     | Sammichele        |
| Arnaldo Pereira | Azeméis           |

### Sessione invernale
| Arrivi | Arrivi | Arrivi | Arrivi |
| Nome   | da     |        |        |
| ------ | ------ | ------ | ------ |

| Maicol Montagna | Fortitudo Pomezia |
| Enrico Rosati   | Prato             |

## Organico

### Prima squadra
| N° | Naz.                 | Ruolo | Sportivo              | Anno     |  |  |
| -- | -------------------- | ----- | --------------------- | -------- |  |  |
| 7  | Italia (bandiera)    | LAT   | Enrico Rosati         | 12.01.91 |  |  |
| 8  | Italia (bandiera)    | LAT   | Andrea Terenzi        | 06.01.89 |  |  |
| 9  | Argentina (bandiera) | PIV   | Lucas Maina           | 26.06.85 |  |  |
| 10 | Brasile (bandiera)   | LAT   | Douglas Barp Pica Pau | 26.10.88 |  |  |
| 11 | Spagna (bandiera)    | LAT   | Hugo Bernárdez        | 16.01.86 |  |  |
| 13 | Argentina (bandiera) | LAT   | Gerardo Battistoni    | 21.04.83 |  |  |
| 14 | Argentina (bandiera) | DIF   | Sebastián Corso       | 01.01.90 |  |  |
| 16 | Italia (bandiera)    | LAT   | Maicol Montagna       | 11.07.88 |  |  |
| 20 | Argentina (bandiera) | DIF   | Luciano Avellino      | 12.12.88 |  |  |
| 23 | Spagna (bandiera)    | PIV   | Jacobo Amoedo         | 20.09.92 |  |  |
| 24 | Italia (bandiera)    | POR   | Simone Chinchio       | 01.12.91 |  |  |

### Under-21
| N° | Naz.              | Ruolo | Sportivo            | Anno     |  |  |
| -- | ----------------- | ----- | ------------------- | -------- |  |  |
| 6  | Italia (bandiera) | LAT   | Alex Rossi          | 11.08.96 |  |  |
| 12 | Italia (bandiera) | POR   | Cristiano Compagni  | 22.10.96 |  |  |
| 22 | Italia (bandiera) | POR   | Maurizio Landucci   | 26.11.96 |  |  |
| ?  | Italia (bandiera) | POR   | Gianmarco De Bonis  | --.--.96 |  |  |
| ?  | Italia (bandiera) | LAT   | Giulio Mazza        | 04.10.98 |  |  |
| ?  | Italia (bandiera) | LAT   | Gianmarco Rigon     | 02.05.97 |  |  |
| ?  | Italia (bandiera) | LAT   | Daniele Testa       | 01.05.97 |  |  |
| 13 | Italia (bandiera) |       | Alessandro Bianconi | 12.08.96 |  |  |